# Pelomys campanae
Pelomys campanae is een knaagdier uit het geslacht Pelomys dat voorkomt in het westen van Angola en Congo-Kinshasa. Deze soort komt in delen van zijn verspreidingsgebied samen voor met P. fallax, de meest algemene soort uit het geslacht.
Pelomys campanae · Pelomys fallax · Pelomys hopkinsi · Pelomys isseli · Pelomys minor